# فيكتور غيرن
فيكتور جويرين ( الفرنسية Victor Guérin )  ولد في 15 من أيلول عام 1812 في باريس وتوفي في 21 أيلول عام 1891. هو مفكر، مستكشف وعالم آثار فرنسي، كتب العديد من الكتب التي تصف جغرافيا وتاريخ وآثار المناطق التي زارها، والتي تتضمن اليونان القديمة، والأناضول وشمال أفريقيا وسوريا وفلسطين.

## نبذة عن حياته
من عام 1840، جويرين أصبح أستاذاً في البلاغة وعضو في كليات مختلفة في فرنسا والجزائر. في عام 1852، أصبح عضوا في المدرسة الفرنسية في أثينا. ومع الدعم المالي من أونوريه دي تيودوريكو ألبرت دي وين أصبح قادراً على استكشاف اليونان القديمة وجزرها، الاناضول ومصر وناميبيا وتونس وبلاد الشام. وقد أمضى بعض الوقت كأستاذ للقراءة الأجنبية في ليون وغرونوبل. وفي عام 1878 إنضم لكلية في المعهد الكاثوليكي في باريس وتوفي في 21 من أيلول عام 1891 في باريس.

## البعثات
زار جويرين أراضي مقدسة ثمان مرات في 1852، 1854، 1863، 1870، 1875، 1882، 1884 وعام 1888. ووصف أغلب قرى ومدن فلسطين مثل إقرت، وعرابة (جنين)، وأم الفرج (فلسطين)، وزار محافظة الخليل ودورا وقرى غرب دورا منها: خربة سيميا، وغيرها من المدن والقرى. فاز في جائزة الأكاديمية الفرنسية للعلوم لكتابه حول جغرافيا وأثار وتاريخ فلسطين.

## أعماله
في كتب جويرين كتب عن التعاريف وتاريخ العديد من المناطق الأثرية، غالباً إشارة للرسائل من الكتاب المقدس العبري والأساطير اليونانية، وعن المستكشفين المعاصرين مثل روبنسون وتيتوس توبلر. وهو أيضاً استشهد بعدد من المصادر اليهودية مثل المشناه والتلمود مثل العديد من الرحالة اليهود مثل بنيامين التطيلي وإسحاق شيلو.

## المعرض

صورة شخصية له
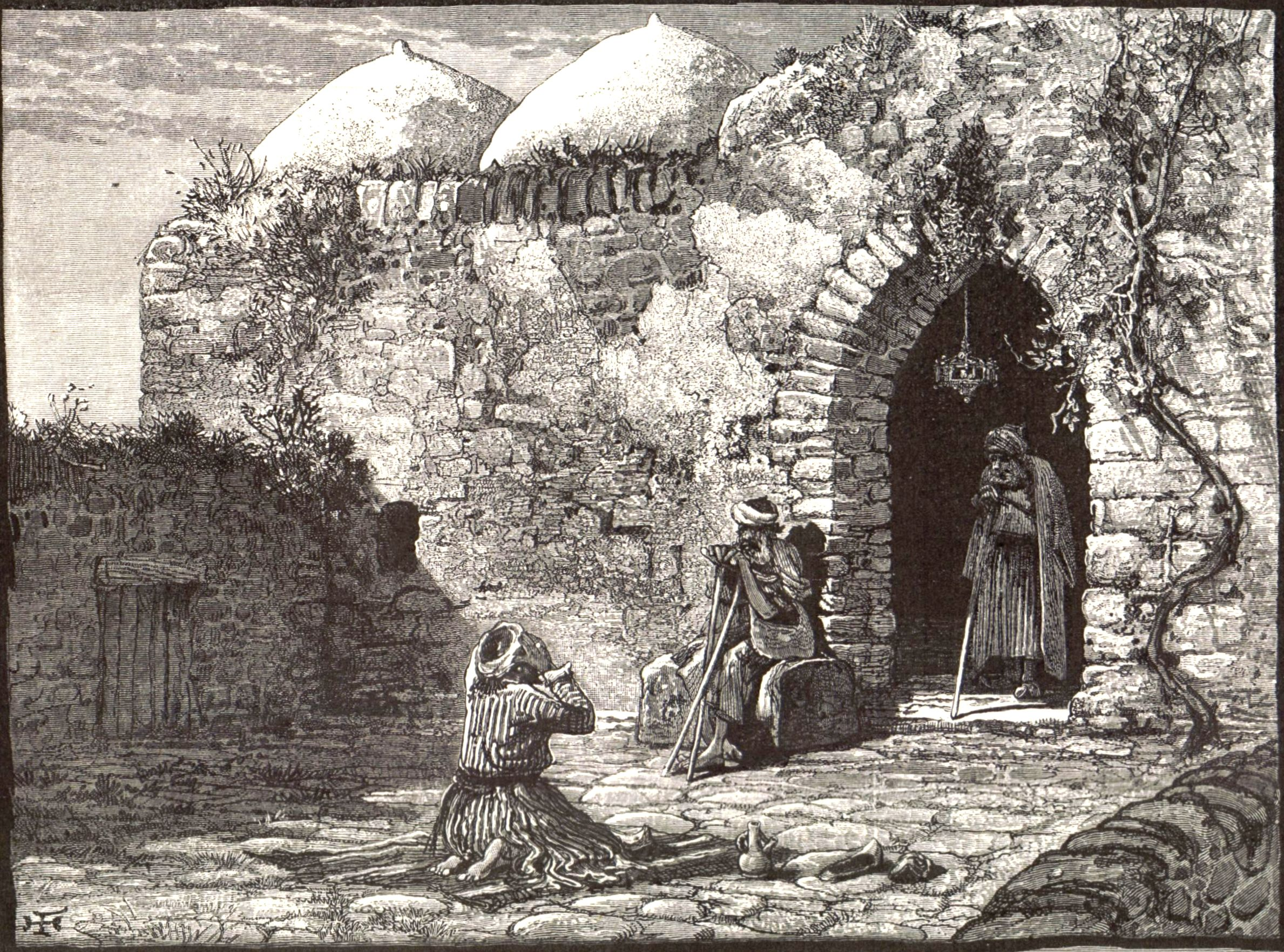
مغارة يونان في مشعد في عكا, توجد في كتابه " الأراضي المقدسة"

## وصلات خارجية
- Guerin map of Palestine, at NLI